# Poggio Rusco
Poggio Rusco (lombardul: Pòs) település Olaszországban, Lombardia régióban, Mantova megyében. Lakosainak száma 6404 fő (2023. január 1.). Poggio Rusco Mirandola, Sermide e Felonica, Magnacavallo, San Giovanni del Dosso és Borgo Mantovano községekkel határos.

## Népesség
A település lakossága az elmúlt években az alábbi módon változott:
| Lakosok száma | 6628 | 6623 | 6404 |
|               | 2017 | 2018 | 2023 |